# SuperStar KZ
SuperStar KZ ist eine auf der britischen Castingshow Pop Idol basierende kasachische Fernsehsendung. Das deutsche Pendant ist Deutschland sucht den Superstar. Die Show ist ein Wettbewerb, um die besten jungen Sänger in Kasachstan zu finden. Das Kürzel „KZ“ bezieht sich auf den internationalen Landescode Kasachstans.
Die erste Staffel von SuperStar KZ fand in 16 kasachischen Städten statt: Astana, Taras, Aqtau, Semipalatinsk, Pawlodar, Atyrau, Schymkent, Qysylorda, Taldyqorghan, Ekibastus, Aral, Öskemen, Qaraghandy, Kökschetau, Aqtöbe und schließlich in Almaty.

## Moderatoren
Die Show hatte verschiedene Moderatoren während der drei Staffeln:
- Nuray Mukades (1. Staffel Casting)
- Irina Kordjukowa (1. Staffel Mottoshows)
- Serik Akischew (1. Staffel Mottoshows)
- Erik Solo (2. Staffel)
- Ulpan Kuraisowa (1. Staffel Casting & 2. Staffel)
- Sabina Sajakowa (3. Staffel)
- Aslan Tscherkassow (3. Staffel)

## Teilnehmer & Jurymitglieder

### Erste Staffel

#### Jurymitglieder
- Batyrkhan Schukenow, Sänger und Musiker
- Roman Rayfeld, Musikkritiker
- Arman Murzagaljew, Geiger
- Lyayla Sultan-Kyzy, Radio- und Fernseh-Moderator

#### Teilnehmer
| Kandidat            | Ausgeschieden am |
| ------------------- | ---------------- |
| Almas Kischkenbajew | Gewinner         |
| Roman Kim           | 28. Februar      |
| Irina Kotljarowa    | 21. Februar      |
| Asem Zaketajewa     | 14. Februar      |
| Nikolai Pokotjlo    | 7. Februar       |
| Makpal Isabekowa    | 31. Januar       |
| Akmaral Dosumbekowa | 24. Januar       |
| Milana Loboda       | 17. Januar       |
| Aykin Tolepbergen   | 10. Januar       |
| Gulnara Silbajewa   | 3. Januar        |
| Julija Pereyma      | 27. Dezember     |
| Gayni Zumaschewa    | 20. Dezember     |

### Zweite Staffel

#### Jurymitglieder
- Dariga Nasarbajewa, Tochter des kasachischen Präsidenten Nursultan Nasarbajew
- Almaz Amirseitow, Präsident von Premier Records KZ
- Oleg Markow, Fernsehproduzent
- Diana Snegina, Musik DJ der Rundfunkgesellschaft „Europa Plus Kazakhstan“

#### Teilnehmer
| Kandidat            | Ausgeschieden am |
| ------------------- | ---------------- |
| Kayrat Tuntekow     | Gewinner         |
| Alischer Karimow    | 5. März          |
| Rasul Supjew        | 26. Februar      |
| Dinara Sadwakasowa  | 19. Februar      |
| Anna Schejder       | 12. Februar      |
| Zanna Raymbergenowa | 5. Februar       |
| Bolatbek Nurkasimow | 29. Januar       |
| Ermek Medenow       | 22. Januar       |
| Moldir Aujelbekowa  | 15. Januar       |
| Oleg Kim            | 8. Januar        |
| Snezana Pantschewa  | 1. Januar        |
| Aleksandra Chardina | 25. Dezember     |

### Dritte Staffel

#### Jurymitglieder
- Nagima Eskaljewa, Sängerin
- Lyudmila Kim, DJ
- Kayrat Kulbajew, Vizepräsident der Unterhaltungsgruppierung HiT TV
- Igor Sirtsow, Produzent des lokalen Fernsehsenders KTK

#### Teilnehmer
| Kandidat                  | Ausgeschieden am |
| ------------------------- | ---------------- |
| Nurzan Kermenbajew        | Gewinner         |
| Anastasia Usowa           | 6. Mai           |
| Altinai Sapargaljewa      | 29. April        |
| Jewgenij Gartung          | 22. April        |
| Rinat Malzagow            | 15. April        |
| Asem Tasbulatowa          | 8. April         |
| Dinara Koskeldijewa       | 1. April         |
| Zanara Chamitowa          | 25. März         |
| Erlan Alimow              | 18. März         |
| Anastasia Rossoschanskaja | 11. März         |
| Ekaterina Rewanowa        | 4. März          |
| Arstan Mirzagerew         | 25. Februar      |

### Vierte Staffel

#### Jurymitglieder
- Nagima Eskalieva
- Taras Boichenko
- Serik Akishev

#### Teilnehmer
| Kandidat             | Ausgeschieden am |
| -------------------- | ---------------- |
| Oleg Karezin         | Gewinner         |
| Adylzhan Umarow      | 30. Juni         |
| Talgat Kenzhebulatow | 23. Juni         |
| Ainur Nazarbekowa    | 16. Juni         |
| Anatoliy Tsoy        | 9. Juni          |
| Mariyam Dumanowa     | 2. Juni          |
| Daulet Bolatbayew    | 19. Mai          |
| Stepanida Basyuk     | 12. Mai          |
| Oleg Nikitin         | 5. Mai           |
| Albina Oganesjan     | 28. April        |